# 54 هـ
54 هـ هي سنة في التقويم الهجري امتدت مقابلةً في التقويم الميلادي بين سنتي 673 و674.

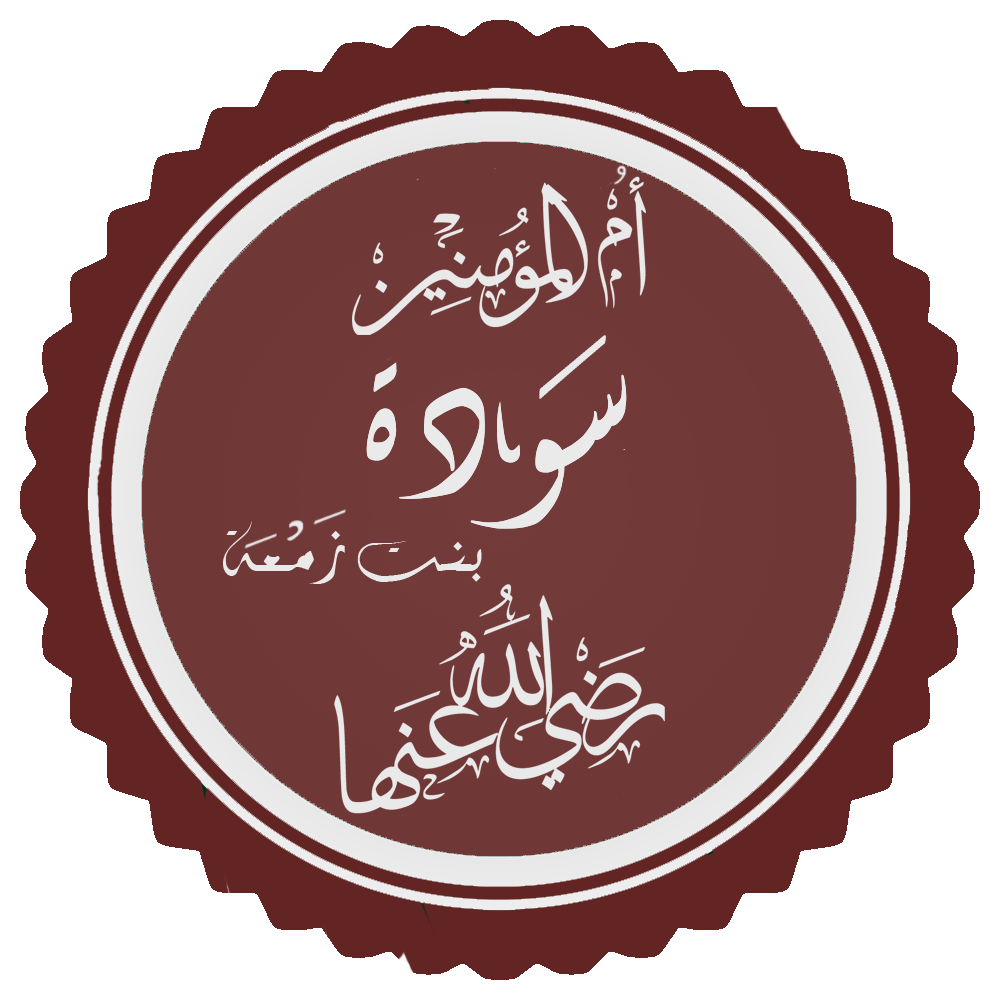
سودة بنت زمعة

## مواليد
- سليمان بن عبد الملك

## وفيات
- جرير بن عبد الله البجلي
- سعيد بن يربوع المخزومي صحابي من المؤلفة قلوبهم.
- سحبان وائل
- سهم بن غالب الهجيمي
- سودة بنت زمعة
- أسامة بن زيد بن حارثة
- الحارث بن ربعي
- ثوبان بن بجدد
- عبد الله بن أنيس
- مخرمة بن نوفل
- توفي الصحابي حسان بن ثابت شاعر رسول الإسلام محمد بن عبد الله.